# Пархоменковский сельский совет
Пархоменковский сельский совет (укр. Пархоменківська сільська рада) — административно-территориальная единица в Краснодонском районе Луганской области Украины.
Административный центр сельского совета находится в с. Пархоменко.

## Населённые пункты совета
- с. Береговое
- с. Ильевка
- c. Кружиловка
- с. Новокиевка
- c. Огульчанск
- с. Пархоменко
- с. Хорошилово
- с. Хрящевка

## Адрес сельсовета
94450, Луганская обл., Краснодонский р-н, с. Пархоменко, ул. Ленина, 12а; тел. 99-2-34